# Garganta de Bohoyo
La garganta de Bohoyo es un curso de agua en la parte central de la Sierra de Gredos, provincia de Ávila, España. Nace de aguas de escorrentía y deshielo en el circo glaciar situado en la cabecera de su curso, entre los picos Meapoco y el Belesar, en el término municipal de Bohoyo, a una elevación de unos 2250 m s. n. m. Desemboca en el río Tormes por su margen izquierda, entre las localidades de Navamediana y Bohoyo, a unos 1100 m s. n. m.
Esta garganta posee varias pozas naturales de aguas en las que es posible el baño.
La totalidad de su curso se encuentra dentro del área de protección del parque regional de la Sierra de Gredos.

## PR-AV 16
El sendero PR-AV 16 (marcas blancas y amarillas) recorre 14,7 kilómetros del curso de la garganta desde Bohoyo hasta el Collado del Belesar avanzando paralelo al cauce.

## Origen glaciar
La garganta de Bohoyo, con un paisaje espectacular y en muchos aspectos singular, alberga, por lo que se refiere a morfología glaciar, una
enorme riqueza que se concreta en diversas formas de glaciarismo, con más de media docena de glaciares de ladera y uno de los glaciares de valle más largos de la sierra.